# Consell Comarcal de l'Alta Ribagorça
El Consell Comarcal de l'Alta Ribagorça és l'organ d'autogovern de la comarca de l'Alta Ribagorça. La seu del consell es troba a la capital, el Pont de Suert. El consell està format per 19 consellers des de la seua fundació, els quals trien per majoria simple al president de l'ens. L'actual president des del 14 de juliol de 2023 és Albert Palacín Farré, d'Esquerra Republicana de Catalunya - Acord Municipal.

## Història
El Consel Comarcal de l'Alta Ribagorça es va fundar, com tots els de Catalunya, sota l'empar de la llei 6/1987 de creació del consells comarcals, posteriorment modificada el 2003 (decret 4/2003). En el cas concret de l'Alta Ribagorça, el consell fou creat formalment el 27 de juliol de 1988. El Consell Comarcal de l'Alta Ribagorça té també un predecessor en el Consell Comarcal de Muntanya de l'Alta Ribagorça, el qual estava regulat per la llei d'alta muntanya i establia un consell d'autogovern a les comarques incloses a la llei.

## Presidents
- L'informació pot no estar completa per manca de fonts.

| President                     | Municipi         | Inici del mandat | Fi del mandat | Partit | Partit       |
| Alejandro Rivera Rami         | El Pont de Suert | 1988             | 1989          |        | PSC          |
| Nadal Badia Salillas          | Vilaller         | 1989             | 1991          |        | CiU          |
| Josefina Ribé Florensa        | El Pont de Suert | 1991             | 1995          |        | CiU          |
| Maria Àngels Pons i Subirana  | Vilaller         | 1995             | 1999          |        | CiU          |
| Joan Perelada i Ramon         | La Vall de Boí   | 1999             | 2007          |        | CiU          |
| Joan Perelada i Ramon         | La Vall de Boí   | 2007             | 2011          |        | PSC          |
| José Antonio Troguet Ballarín | El Pont de Suert | 2011             | 2015          |        | CiU          |
| Josep Lluís Farrero i Moyes   | La Vall de Boí   | 2015             | 2019          |        | CiU          |
| María José Erta Ruiz          | Vilaller         | 2019             | 2023          |        | JUNTS/PDeCAT |
| Albert Palacín Farré          | La Vall de Boí   | 2023             |               |        | ERC-AM       |

## Composició
| Candidatura                                                      | Candidatura | 1988 | 1991 | 1995 | 1999 | 2003 | 2007 | 2011 | 2015 | 2019 | 2023 |
|                                                                  | CiU/JUNTS   | 9    | 9    | 6    | 10   | 13   | 8    | 9    | 10   | 11   | 6    |
|                                                                  | PSC         | 8    | 8    | 8    | 5    | 4    | 9    | 8    | 3    | 2    | 3    |
|                                                                  | ERC-AM      |      |      |      |      |      | 1    | 0    |      | 3    | 6    |
|                                                                  | AP/PPC      |      |      | 1    | 1    | 0    | 0    | 1    | 1    | 0    | 0    |
|                                                                  | Altres      | 2    | 2    | 4    | 3    | 2    | 1    | 1    | 5    | 3    | 4    |
| Total                                                            | Total       | 19   | 19   | 19   | 19   | 19   | 19   | 19   | 19   | 19   | 19   |
| Fonts: 1988, 1991, 1995, 1999, 2003, 2007, 2011, 2015, 2019 2023 |             |      |      |      |      |      |      |      |      |      |      |